# Václav Valeš (politik)
Václav Valeš (7. dubna 1922 Smečno – 25. června 2013) byl český a československý politik KSČ, v 60. letech ministr chemického průmyslu, v době pražského jara a na počátku normalizace ministr zahraničního obchodu a místopředseda vlády Československé socialistické republiky, pak politicky pronásledován a vězněn, po sametové revoluci opět místopředseda československé vlády.

## Biografie
V roce 1941 byl zatčen a po dobu dvou let vězněn v Malé pevnosti v Terezíně.
Vystudoval Obchodní akademii ve Slaném. Pracoval v Chemických závodech československo-sovětského přátelství v Záluží coby náměstek ředitele. Bylo mu uděleno Vyznamenání Za zásluhy o výstavbu. Od roku 1955 pracoval na ministerstvu chemického průmyslu, nejprve jako ředitel hlavní správy odbytu, pak na postu náměstka ministra, prvního náměstka a v listopadu 1965 se stal československým ministrem chemického průmyslu ve vládě Jozefa Lenárta. V dubnu 1968 byl jmenován členem československé první vlády Oldřicha Černíka jako ministr zahr. obchodu. Ve funkci setrval do prosince 1969. Pak od ledna do září 1969 byl v druhé vládě Oldřicha Černíka jejím místopředsedou. Pak byl zbaven všech politických funkcí. Za normalizace byl politicky a občansky pronásledován komunistickým režimem. V roce 1980 byl na tři roky uvězněn po zinscenovaném soudním procesu. Ve věznici v Heřmanicích s ním tehdy byli i další disidenti jako Václav Havel nebo Václav Benda.
Do vrcholné politiky se vrátil po sametové revoluci, kdy byl od dubna 1990 do června 1992 místopředsedou první a druhé vlády Mariana Čalfy. Při představování československé vlády ve Federálním shromáždění v červnu 1990 ohodnotil prezident Václav Havel Václava Valeše následovně: „Václav Valeš není šéfem ekonomického týmu ve vládě proto, že to je můj mnohaletý přítel a že jsem se o jeho mravních kvalitách přesvědčil i v situacích nejtěžších, ale proto, že jeho autorita je respektována ekonomy nejrůznějšího názorového zaměření i různých generací. Jako jeden z mála našich předních ekonomů má bohaté zkušenosti z vedoucích míst v podnikové sféře a jako vysoký vládní činitel zažil již tolik neúspěšných ekonomických reforem, že nám všem může být dobrou zárukou proti nebezpečí excesů, zbrklých rozhodnutí, tragicky neuvážených experimentů a snahy slepě promítat do hospodářské praxe školské poučky a různé, leckdy i dobou překonané ekonomické teorie.“ V této době působil dočasně v týmu ekonomů, který sestavil místopředseda české vlády a rovněž bývalý politik z doby pražského jara František Vlasák s cílem navrhnout alternativní strategie ekonomických reforem. Tato koncepce ale nezískala podporu a transformace československé ekonomiky probíhala podle koncepce lidí okolo Václava Klause.
Profesně působil jako ekonom. Publikoval práce z oboru podnikové ekonomiky. Byl evidován jako agent Státní bezpečnosti (krycí jméno VÁLEK).